# Ковета (округ)
Округ Ковета (англ. Coweta County) — округ штата Джорджия, США. Население округа на 2000 год составляло 89215 человек. Административный центр округа — город Ньюнан.

## История
Округ Ковета основан в 1826 году.

## География
Округ занимает площадь 1147.4 км2.

## Демография
Согласно Бюро переписи населения США, в округе Ковета в 2000 году проживало 89215 человек. Плотность населения составляла 77.8 человек на квадратный километр.